# Berlaar
Berlaar (fr. Berlaer, Berlaer-lez-Lierre) – miejscowość i gmina (gemeente) w Belgii, w Regionie Flamandzkim, w prowincji Antwerpia, w okręgu Mechelen. 

## Demografia
- Źródła: NIS, od 1806 do 1981= według spisu; od 1990 liczba ludności w dniu 1 stycznia

1 stycznia 2024 całkowita populacja Berlaar liczyła 12 061 osób. Łączna powierzchnia gminy wynosi 24,53 km², co daje gęstość zaludnienia 492 mieszkańców na km².

## Podział administracyjny
W skład gminy wchodzi jedna dzielnica (deelgemeente):
- Gestel